# Tom Boardman
Tom Boardman (Forton, 1983. október 15. –) brit autóversenyző. Legnagyobb sikerét 2005-ben érte el a SEAT Cupra Bajnokság megnyerésével.

## Életpályája
Tom édesapja az 1970-es években rallycross versenyző volt. Tom 2008 és 2013 között a túraautó-világbajnokságon is indult apjának csapatával, a Special Tuning Racinggel.
Boardman 2008-ban indult először a túraautó-világbajnokságon: a Sunred Engineering csapatában egy dízel Seat Leont vezetett. Ugyanabban az évben Tom a Seat Leon Európa Kupában is versenyzett és megnyerte a Spanyol Seat Leon Kupát. A WTCC-ben a portugál nagydíjon, Estoril-ban debütált. Az első futamon kiesett, a másodikon pedig a 17. helyen ért célba.
2009-ben is maradt a Sunred csapatnál maradt a teljes évadban. Bár többször is közel került a pontszerzéshez, végül pontok nélkül zárta ezt a szezont.
2010-ben is biztosított egy lehetőséget számára a Sunred, méghozzá a hazai nagydíján Brands Hatchben. Az izgalmas versenyeken nem szerepelt olyan rosszul, de a legjobb eredmény még így is csak egy 13. hely lett a számára.
2012-ben láthattuk őt újra a WTCC mezőnyében, ám ezúttal már az édesapja vezette Special Tuning Racingnél versenyzett szintén egy Seat Leonnal. A brit versenyzőt ebben az évben hátráltatta, hogy márka társaival (és csapattársával Darryl O'Younggal) szemben is csak később (a szezon felénél) kaphatta meg a Seatok számára ebben az évben, az ORECA által felfejlesztett 1.6-os turbó motort. A dízel egységgel túl sok esélye nem volt a jóval erősebb ellenfelek ellen, de ennek ellenére egyáltalán nem ment rosszul, felvette a középmezőnnyel a tempót. A Szlovákia Ringen az első futamon először szerzett pontot a világbajnokságon, mikor is a 8. helyen intették őt le. Ez a siker azonnal megadta az önbizalom löketet a brit pilóta számára és a következő Hungaroring-fordulón is hasonló babérokra szeretett volna törni, de végül balszerencsés volt. A középmezőnyből startolhatott, ám az egyes kanyarban többen is kiforogtak, márka társa az orosz Dudukalo pedig eltalálta a belső íven érkező Boardmant olyan súlyos károkat okozván a fekete Seat futóművében, hogy a brit srác számára véget is ért ezzel a hétvége. Peches szériája folytatódott a Salzburgringen is, ahol a motorral akadtak problémák, így ott egyik futamot sem tudta befejezni. A portimaói versenyre már végre az ő autójába is beszerelték a fejlesztett turbó motort. Ez a hétvége pedig Boardman számára az új egység teszteléséről szólt (elmondása szerint az új motortól az autó olyanná vált számára, mintha egy űrlény lenne). Brazíliában már látszott, hogy megszokta a motort, és egészen jól szerepelt a középmezőny elejében, hatalmas csatákat vívva a vetélytársakkal. Ezen agresszív manőverek egyikét azonban a versenybírák túlzottan is veszélyesnek nyilvánították, így a brit egy büntetést is kapott. Ezután jött a szériában debütáló amerikai forduló a San Francisco mellett fekvő sonomai versenypályán, ami Boardman számára a szezon egyik csúcspontja volt, hiszen a nehéz és poros aszfaltcsíkon, profitálva ellenfelei hibáiból az első futamon a 8. helyen, a második versenyen pedig a 10. helyen látta meg a kockás zászlót, ezzel pedig mindkét futamot pontszerző helyen tudta befejezni. Az ázsiai fordulók következtek ezután: Szuzukában a lerövidített East pályaszakaszon szinte lehetetlen volt előzni Boardman pedig a középmezőnyben Michelisz Norbival vívott ádáz küzdelmet. Shanghajban az első futam egy komolyabb ütközés sorozattal indult, a brit versenyző pedig a tülekedést kihasználva a 20. helyről egészen a 6. pozícióig küzdötte fel magát, ezzel pályafutása legjobb eredményét elérve a vb-n. Az évzáró makaói futamokon igyekezett óvatosan versenyezni, főleg, hogy a középmezőnyből indulhatott (egy hajszálnyival maradt le az időmérőn a Q2-es szakaszról). Az első futamon 10. lett, míg a második versenyen az előkelő 8. helyen ért célba a roppant nehéz utcai pályán. Ezt az évet tehát 16 pontegységgel a bajnokság 17. helyén zárta.
2013-ra Boardman maradt a vb-n és a Special Tuning csapatnál, akárcsak eddig most is fekete színű Seat Leonjával. A brit ennek az évnek komoly reményekkel vágott neki, szeretett volna rendszeres pontszerző lenni és egy dobogós helyet is összehozni. Ezen év azonban valószínűleg pályafutása legbalszerencsésebb szezonja volt. Az első fordulón Monzában a szakadó esőben gyönyörűen jött fel és már a 7. helyen haladt mikor összeért Alex Macdowall Chevrolettjével és az érzékeny felfüggesztés bánta ezt. Marokkóban azonban még ennél is pechesebb események érték a brit versenyzőt. A szabadedzések egyikén érintőre vette a falat, majd a bokszbejáratnál leparkolt autót, a kissé tapasztalan pályabírók majdnem még jobban összetörték, amiért Boardman hatalmas vitába kezdett velük. Az időmérőn el sem tudott indulni a sérülések miatt, ám a legrosszabb vasárnap reggel jött. A bemelegítő edzésen a leghosszabb egyenes végén beesett a fékpedál és a brit közel 250 km/órás tempóval frontálisan a falnak csapódott. A pilóta szerencsére sérülés nélkül megúszta ezt a komoly balesetet, de az autó és a motorja rommá tört így ezután négy hétvégét (Szlovákia, Magyarország, Ausztria, Oroszország) kénytelen volt kihagyni. Leghamarabb szintén egy utcai pályán láthattuk őt újra, méghozzá Portóban. Az első futamon hatalmasakat előzve tört előre és már a 11. hely haladt mikor egy biztonsági autós szakasz után összeért tavalyi csapattársával, a most BMW-s Darryl O'Younggal aki erősen a falnak taszította a fekete Seatot, ami megint csúnyán összetört. A hétvége második futamán el sem tudott indulni, ráadásul a soron következő argentin nagydíjat is kénytelen volt kihagyni. Sonomában aztán ismét visszatért, azon a pályán ahol tavaly remekül autózott. Most is jól ment, hiszen az első futamon az utolsó helyről küzdötte fel magát a 11. helyig és éppen lemaradt a pontszerzésről, a második futamon pedig egy defekt miatt kénytelen volt feladni a futamot. Szuzukában a zsúfolt mezőnybe (rengeteg ázsiai pilóta csatlakozott) teljesen beleszürkült eredményei: egy 17. és egy 22. hely. Sanghajban aztán végre ismét össze állt minden és a szemerkélő esőben szintén a mezőny hátsó traktusából a 9. helyig küzdötte fel magát megszerezve ezzel első pontjait a szezonban. Az idényzáró a hagyományoknak megfelelően ezúttal is Makaóban volt Boardman pedig először, de bejutott az időmérő Q2-es szakaszába ahol a 11. helyre kvalifikálta magát ezzel eddigi legjobb rajtpozícióját megszerezvén a bajnokságban. Az első futamon tisztességesen helytált és óvatos versenyzéssel a 9. helyen ért célba a nagyon nehéz utcai aszfaltcsíkon. A második futam az év legőrültebb versenyét hozta, hiszen rögtön az egyes kanyarban egy hatalmas tömegbaleset történt, ahol a mezőny nagy része, köztük Boardman versenye is véget ért, ráadásul a fekete Seat még csúnyán ki is gyulladt. Ezek után a brit viccesen jegyezte meg az Eurosport riporterének, hogy: „Az utcai pályák bizony nem lesznek a kedvenceim!”. Ez a szezon tehát rettenetesen balszerencsésen sikerült, mindössze 4 pontot sikerült összegyűjtenie a szezon végén amivel a 22. helyen zárt a bajnoki tabellán. Ezzel pedig véget is ért számára a WTCC-ben való pályafutása, hiszen a következő évben komoly változtatásokat vezettek be, a Special Tuning Racing pedig nem tudott az új szabályoknak megfelelő autót vásárolni.

## TCR 2015
2015-ben Boardman feltűnt az TCR sorozat Monzai futamain egy Ford Focusszal. Rögtön az első futamon a pontszerző 10. helyen ért célba, a második versenyen aztán technikai hiba miatt kiesett. Ezután már nem indult több versenyen.

## Eredményei

### Teljes Brit túraautó-bajnokság eredménylstája
| Év   | Csapat                                 | Autó            | Kategória | 1        | 2        | 3        | 4        | 5        | 6        | 7        | 8        | 9        | 10        | 11       | 12        | 13       | 14       | 15       | 16       | 17       | 18        | 19       | 20       | 21       | 22        | 23       | 24       | 25       | 26       | 27       | 28       | 29       | 30       | Bün. | Helyezés | Pont |
| ---- | -------------------------------------- | --------------- | --------- | -------- | -------- | -------- | -------- | -------- | -------- | -------- | -------- | -------- | --------- | -------- | --------- | -------- | -------- | -------- | -------- | -------- | --------- | -------- | -------- | -------- | --------- | -------- | -------- | -------- | -------- | -------- | -------- | -------- | -------- | ---- | -------- | ---- |
| 2001 | Tom Boardman Racing                    | Peugeot 306 GTi | P         | BRH 1 8  | BRH 2 17 | THR 1 Ki | THR 2 10 | OUL 1 10 | OUL 2 8  | SIL 1 Ki | SIL 2 17 | MON 1 12 | MON 2 Ki  | DON 1 18 | DON 2 Ki  | KNO 1 14 | KNO 2 Ki | SNE 1 15 | SNE 2 13 | CRO 1 Ni | CRO 2 Ni  | OUL 1 16 | OUL 2 18 | SIL 1 7  | SIL 2 Ki* | DON 1 16 | DON 2 12 | BRH 1 12 | BRH 2 11 |          |          |          |          |      | 11.      | 66   |
| 2002 | Edenbridge Racing                      | BMW 320i        | P         | BRH 1 Ki | BRH 2 10 | OUL 1 Ni | OUL 2 Ni | THR 1 16 | THR 2 17 | SIL 1 Ki | SIL 2 22 | MON 1 16 | MON 2 15  | CRO 1 18 | CRO 2 Ki  | SNE 1 19 | SNE 2 13 | KNO 1 20 | KNO 2 22 | BRH 1 16 | BRH 2 Ki  | DON 1 17 | DON 2 15 |          |           |          |          |          |          |          |          |          |          |      | 6.       | 98   |
| 2003 | Team Varta                             | Peugeot 307     | P         | MON 1 Ki | MON 2 Ki | BRH 1 Ki | BRH 2 Ni | THR 1 12 | THR 2 12 | SIL 1 Ki | SIL 2 15 | ROC 1 13 | ROC 2 Kiz | CRO 1 14 | CRO 2 Ki  | SNE 1 Ki | SNE 2 13 | BRH 1 Ki | BRH 2 16 | DON 1 Ki | DON 2 Kiz | OUL 1 Ki | OUL 2 13 |          |           |          |          |          |          |          |          |          |          | −60  | 5.       | 57   |
| 2010 | Special Tuning UK                      | SEAT León       |           | THR 1 5  | THR 2 16 | THR 3 13 | ROC 1 4  | ROC 2 Ki | ROC 3 10 | BRH 1 9  | BRH 2 6  | BRH 3 8* | OUL 1 Ki  | OUL 2 8  | OUL 3 Ki* | CRO 1 12 | CRO 2 6  | CRO 3 6  | SNE 1 8  | SNE 2 Ki | SNE 3 11  | SIL 1 12 | SIL 2 12 | SIL 3 Ki | KNO 1 Ki  | KNO 2 14 | KNO 3 Ki | DON 1 7  | DON 2 13 | DON 3 Ki | BRH 1 10 | BRH 2 13 | BRH 3 Ki |      | 13.      | 48   |
| 2011 | Special Tuning UK                      | SEAT León       |           | BRH 1 Ki | BRH 2 Ki | BRH 3 10 | DON 1 7  | DON 2 Ki | DON 3 Ki | THR 1 5  | THR 2 9  | THR 3    | OUL 1 Ki  | OUL 2 Hn | OUL 3 5   | CRO 1 10 | CRO 2 Ki | CRO 3 Ki | SNE 1 Ki | SNE 2 Ni | SNE 3 Ni  | KNO 1 8  | KNO 2 6  | KNO 3 1* | ROC 1 8   | ROC 2 Ki | ROC 3 10 | BRH 1 Ki | BRH 2 11 | BRH 3 9  | SIL 1 Ki | SIL 2 6  | SIL 3    |      | 11.      | 76   |
| 2018 | AmD with AutoAid/RCIB Insurance Racing | MG 6 GT         |           | BRH 1 18 | BRH 2 4  | BRH 3 18 | DON 1 16 | DON 2 17 | DON 3 Ki | THR 1 Ki | THR 2 22 | THR 3 18 | OUL 1 24  | OUL 2 25 | OUL 3 15  | CRO 1 26 | CRO 2 Ki | CRO 3 23 | SNE 1    | SNE 2    | SNE 3     | ROC 1    | ROC 2    | ROC 3    | KNO 1     | KNO 2    | KNO 3    | SIL 1    | SIL 2    | SIL 3    | BRH 1    | BRH 2    | BRH 3    |      | 29.      | 14   |

### Teljes Túraautó-világbajnokság eredménylstája
| Év   | Csapat                    | Autó               | 1   | 1   | 2   | 2   | 3   | 3   | 4   | 4   | 5   | 5   | 6   | 6   | 7   | 7   | 8   | 8   | 9   | 9   | 10  | 10  | 11  | 11  | 12  | 12  | Helyezés | Pont |
| 2008 | SUNRED Racing Development | SEAT León TFSI     | CUR | CUR | PUE | PUE | VAL | VAL | PAU | PAU | BRN | BRN | EST | EST | BRA | BRA | OSC | OSC | IMO | IMO | MON | MON | OKA | OKA | MAC | MAC | Hn       | 0    |
| ---- | ------------------------- | ------------------ | --- | --- | --- | --- | --- | --- | --- | --- | --- | --- | --- | --- | --- | --- | --- | --- | --- | --- | --- | --- | --- | --- | --- | --- | -------- | ---- |
| 2008 | SUNRED Racing Development | SEAT León TFSI     |     |     |     |     |     |     |     |     |     |     | Ki  | 17  |     |     |     |     |     |     |     |     |     |     |     |     | Hn       | 0    |
| 2009 | Sunred Engineering        | SEAT León 2.0 TFSI | CUR | CUR | PUE | PUE | MAR | MAR | PAU | PAU | VAL | VAL | BRN | BRN | POR | POR | BRA | BRA | OSC | OSC | IMO | IMO | OKA | OKA | MAC | MAC | Hn       | 0    |
| 2009 | Sunred Engineering        | SEAT León 2.0 TFSI | 11  | 19  | 16  | 21  |     |     | 9   | Ki  | 17  | 19  | 13  | 19  | 15  | Ki  | 11  | 10  | 9   | 13  | 10  | 18  | 18  | 14  | 15  | Ki  | Hn       | 0    |
| 2010 | Sunred Engineering        | SEAT León 2.0 TFSI | CUR | CUR | MAR | MAR | MON | MON | BEL | BEL | POR | POR | BRA | BRA | BRN | BRN | OSC | OSC | VAL | VAL | OKA | OKA | MAC | MAC |     |     | Hn       | 0    |
| 2010 | Sunred Engineering        | SEAT León 2.0 TFSI |     |     |     |     |     |     |     |     |     |     | 13  | Ki  |     |     |     |     |     |     |     |     |     |     |     |     | Hn       | 0    |
| 2012 | Special Tuning Racing     | SEAT León TDI      | MON | MON | VAL | VAL | MAR | MAR | SVK | SVK | HUN | HUN | AUT | AUT | POR | POR | CUR | CUR | USA | USA | SUZ | SUZ | CHN | CHN | MAC | MAC | 17.      | 16   |
| 2012 | Special Tuning Racing     | SEAT León TDI      |     |     | 20  | Ki  | 14  | Ni  | 8   | 11  | Ki  | Ni  | 18† | Ni  |     |     |     |     |     |     |     |     |     |     |     |     | 17.      | 16   |
| 2012 | Special Tuning Racing     | SEAT León WTCC     |     |     |     |     |     |     |     |     |     |     |     |     | 14  | Ki  | 19† | 12  | 10  | 8   | 12  | 12  | 12  | 8   | 10  | 9   | 17.      | 16   |
| 2013 | Special Tuning Racing     | SEAT León WTCC     | MON | MON | MAR | MAR | SVK | SVK | HUN | HUN | AUT | AUT | RUS | RUS | POR | POR | ARG | ARG | USA | USA | SUZ | SUZ | CHN | CHN | MAC | MAC | 22.      | 4    |
| 2013 | Special Tuning Racing     | SEAT León WTCC     | 18† | 16  | Ni  | Ni  | Ki  | 18  | Ki  | 15  |     |     |     |     | 20† | Ni  |     |     | 21  | 22† | 25† | Ki  | 9   | 11  | 9   | Ki  | 22.      | 4    |

### Teljes TCR nemzetközi sorozat eredménylistája
|  |  |  |  |  |  |  |  | 10 | Ki |  |  |  |  |  |  |  |  |  |  |  |  |